# César Ham
César David Adolfo Ham Peña (23 de julho de 1973) é um sociólogo e político hondurenho. Foi eleito duas vezes deputado pelo socialista Partido da Unificação Democrática (PUD), do qual é presidente, pelo departamento de Yoro. Foi escolhido candidato do PUD para presidente da República para as eleições gerais hondurenhas de 29 de novembro de 2009. Ham apoiou a controversa consulta popular do então presidente Manuel Zelaya, que acabou por resultar no golpe de estado de 28 de junho de 2009. Durante as primeiras horas do golpe, foi noticiado pela imprensa estrangeira que Ham havia sido assassinado pelos militares após resistir à prisão, mas a informação foi mais tarde desmentida por Luther Castillo, coordenador de movimentos sociais, em entrevista ao programa de televisão cubano Mesa Redonda. De acordo com ele, Ham está escondido em "um local seguro". Tomás Andino Mencías, membro do PUD, relatou que os parlamentares do partido foram presos pelos militares enquanto tentavam entrar no Congresso para evitar a eleição de Roberto Micheletti.